# Laurinda Jaffe
Pour les articles homonymes, voir Jaffe.
Laurinda A. Jaffe (née en 1952) est une biologiste américaine qui est professeur et présidente à l'Université du Connecticut. Ses recherches portent sur les mécanismes physiologiques qui régulent les cellules ovocytaires et la fécondation. Elle a été élue à l'Académie nationale des sciences en 2021.

## Enfance et éducation
Jaffe est née le 9 janvier 1952 à Pasadena, en Californie. Son père, Lionel F. Jaffe, était chercheur principal au Laboratoire de biologie marine de la Woods Hole Oceanographic Institution. Sa mère, Miriam (Walther) Jaffe, était professeure d'astronomie à l'Université Purdue. Jaffe était étudiante de premier cycle à l'Université du Wisconsin à Madison. Après deux ans, elle a déménagé à l'Université Purdue, où elle s'est spécialisée en biologie. Elle était chercheuse diplômée à l'Université de Californie à Los Angeles, où elle a travaillé sous la supervision de Susumu Hagiwara (en). Sa recherche doctorale portait sur la polyspermie dans les œufs d'oursins, avec une thèse intitulée « The fast block to polyspermy in sea urchin egg is electrically mediated » (1977). Après avoir obtenu son diplôme, Jaffe a travaillé comme chercheuse postdoctorale à l'Institut océanographique de Woods Hole avec Lewis Tilney (en) et à l'Université de Californie à San Diego avec Meredith Gould.

## Recherche et carrière
Jaffe étudie les mécanismes physiologiques qui régulent les cellules ovocytaires et la fécondation.  En particulier, elle s'intéresse au processus de méiose qui se déroule dans les follicules ovariens des mammifères. La méiose est un type de division cellulaire qui prépare l'ovocyte à la fécondation. Le processus commence pendant le développement embryonnaire, puis s'arrête pendant une période prolongée dans une prophase. Le follicule (y compris l'ovocyte et les cellules de la granulosa) régule la progression méiotique dans l'ovocyte. Elle a identifié les protéines (protéine G s ) et les récepteurs (GPR3 (en)) qui sont responsables des arrêts de prophase méiotique. L'activité de ces protéines entraîne la production d'adénosine monophosphate cyclique (AMPc), qui maintient les cycles cellulaires arrêtés. Pendant ce temps, les cellules de la granulosa au sein du follicule régulent l'hydrolyse de l'AMPc, un processus qui implique la guanosine monophosphate cyclique (GMPc) en tant qu'inhibiteur de la phosphodiestérase qui maintient une AMPc élevée et un arrêt méiotique. Le système de signalisation au sein de la cellule de la granulosa (en) commute en réponse à l'hormone lutéinisante, qui, selon Jaffe, abaisse le cGMP. Cette diminution de cGMP peut être surveillée à l'aide de la microscopie confocale de follicules de souris qui expriment le capteur cGi500 de transfert d'énergie par résonance de fluorescence (FRET). 
Jaffe a étudié les processus qui donnent lieu à l'inhibition de la croissance osseuse induite par le facteur de croissance des fibroblastes(FGF). La signalisation hormonale diminue la quantité de cGMP en inactivant NPR2 (en). Dans les ovaires, cela provoque la reprise de la fonction méiotique du cGMP, tandis qu'il diminue la croissance dans les os. 

## Récompenses et honneurs
- 2007 Elue membre de l'Association américaine pour l'avancement des sciences[4]
- 2019 Prix MERIT des National Institutes of Health [5]
- 2021 Élue à l'Académie nationale des sciences[6]

## Publications (sélection)
- (en) LAURINDA A. JAFFE, « Fast block to polyspermy in sea urchin eggs is electrically mediated », Nature, NPG et Springer Science+Business Media, vol. 261, no 5555,‎ 1er mai 1976, p. 68-71 (ISSN 1476-4687 et 0028-0836, OCLC 01586310, PMID 944858, DOI 10.1038/261068A0).
- (en) Rachael P Norris, William J Ratzan, Marina Freudzon, Lisa M Mehlmann, Judith Krall, Matthew A Movsesian, Huanchen Wang, Hengming Ke, Viacheslav O Nikolaev et Laurinda A Jaffe, « Cyclic GMP from the surrounding somatic cells regulates cyclic AMP and meiosis in the mouse oocyte », Development, The Company of Biologists (d), vol. 136, no 11,‎ juin 2009, p. 1869-78 (ISSN 0950-1991, 1477-9129 et 0212-2448, OCLC 15088415, PMID 19429786, PMCID 2680110, DOI 10.1242/DEV.035238).
- (en) Linda L Runft, Laurinda A Jaffe et Lisa M Mehlmann, « Egg activation at fertilization: where it all begins », Developmental Biology, Elsevier, vol. 245, no 2,‎ 1er mai 2002, p. 237-254 (ISSN 0012-1606 et 1095-564X, OCLC 01718504, PMID 11977978, DOI 10.1006/DBIO.2002.0600).